# M 1-12
M 1-12 ist ein planetarischer Nebel im Sternbild Großer Hund, der 1946 von Rudolph Minkowski entdeckt wurde.